# Tomasi Naivaqa
Tomasi Naivaqa (ur. 13 lutego 1981) − fidżyjski bokser kategorii średniej.

## Kariera amatorska
W 2006 był uczestnikiem igrzysk Wspólnoty Narodów, startując w kategorii lekkiej. Udział zakończył na swojej pierwszej walce, przegrywając z Jamesem DeGalem.